# Euploea monaeses
Euploea monaeses är en fjärilsart som beskrevs av Hans Fruhstorfer 1910. Euploea monaeses ingår i släktet Euploea och familjen praktfjärilar. Inga underarter finns listade i Catalogue of Life.